# 蒙泰居旺代县
蒙泰居旺代县（法語：canton de Montaigu-Vendée；2021年之前名为蒙泰居县 (canton de Montaigu)）是法国旺代省的一个县（省级选区），中央投票站位于蒙泰居旺代。该县涵盖13个市镇。